# Mustafa al-Saamah
Mustafa Kazem Dagher al-Saamah (arabisch مصطفى كاظم داغر; * 29. November 1995 in Basra) ist ein irakischer Leichtathlet, der sich auf den Diskuswurf spezialisiert hat und aktuell Inhaber des Landesrekordes ist.

## Karriere
Erste internationale Erfahrungen sammelte Mustafa al-Saamah bei den Arabischen Juniorenmeisterschaften 2012 in Amman, bei denen er mit 52,14 m die Goldmedaille gewann. Zudem wurde er bei den Juniorenasienmeisterschaften in Colombo mit 52,20 m Sechster. 2013 belegte er bei den Arabischen Meisterschaften in Doha mit 51,48 m den siebten Platz. Im Jahr darauf siegte er mit dem etwas leichteren Diskus sowohl bei den Juniorenasienmeisterschaften in Taipeh mit 59,32 m sowie bei den Arabischen Juniorenmeisterschaften in Kairo mit 59,52 m. Anfang Oktober nahm er erstmals an den Asienspielen im südkoreanischen Incheon erreichte er mit einem Wurf auf 55,21 m Rang zehn und bei den Arabischen Meisterschaften 2015 in Manama gewann er mit 60,60 m die Bronzemedaille.
2017 siegte er bei den Islamic Solidarity Games mit 60,89 m und wurde bei den Asienmeisterschaften in Bhubaneswar 60,30 m Vierter. Damit qualifizierte er sich für die Weltmeisterschaften in London, bei denen er mit 58,40 m in der Qualifikation ausschied. 2018 nahm er erneut an den Asienspielen in Jakarta teil und gewann mit 60,09 m die Silbermedaille hinter dem Iraner Ehsan Hadadi. 2024 gewann er bei den Westasienmeisterschaften in Basra mit 55,10 m die Bronzemedaille hinter dem Kuwaiter Essa Mohamed al-Zenkawi und Moaaz Mohamed Ibrahim aus Katar und im Jahr darauf wurde er bei den Asienmeisterschaften in Gumi mit 51,34 m 13.
In den Jahren 2015 und 2017 sowie 2018 und 2021 wurde al-Saamah Irakischer Meister im Diskuswurf.